# ヴィッサリオン・ジュガシヴィリ
ヴィッサリオン・イヴァーノヴィチ・ジュガシヴィリ（グルジア語: ბესარიონ ივანეს ძე ჯუღაშვილი, ロシア語: Виссарио́н Ива́нович Джугашви́ли, 1850年ごろ - 1909年8月25日）は、ソ連の政治家、ヨシフ・スターリン（Иосиф Сталин）の父親である。
ロシア帝国時代のグルジアのジジ・リロにて、貧しい農家に生まれ、トビリシに移住し、工場で働き、のちに靴職人となる。ゴリにて自分の店を立ち上げるよう招待され、そこでイェカチェリーナ・ゲラージェと出会い、結婚し、息子のヨシフを儲けた。「利口で誇り高い男」として知られていたが、事業に失敗し、1884年に家族を捨ててトビリシに戻り、再び工場労働者として働いた。これ以降、家族とはほとんど会わず、1909年に肝硬変で死亡した。

## 生い立ち
ヴィッサリオンの祖父、ザーザ・ジュガシヴィリ（1780年頃の生まれ）は、1801年にグルジアの東部を併合したばかりのロシア帝国に対して、グルジア人が1804年に起こした大規模な蜂起に関与していた。ザーザはオセチア地方の出身であった可能性があり、歴史家のサイモン・セバーグ・モンテフィオーレ(Simon Sebag Montefiore)とロナルド・グリゴール・スーニー(Ronald Grigor Suny)は、ザーザが南オセチア近郊にある村、ゲリの出身である趣旨を書いているが、これが立証されたことは無い。歴史家のスティーヴン・コトキン(Stephen Kotkin)は、ザーザについて「オセチアの村に住んでいた可能性がある」と書いているものの、具体的な明言は避けている。歴史家のロバート・ジョン・サーヴィス(Robert John Service)は、「カフカースに住む人々は、何世紀にも亘ってこの地域周辺を移動してきた」と書きつつ、「『山岳の住人は、谷の住人に比べると、洗練されていない』と見做されている」と説明し、ヨシフ・スターリンのその後の行動について明らかにするためにこの主張がなされた、と指摘している。ドナルド・レイフィールド(Donald Rayfield)は、「スターリンがオセチア人の血を引いていたとしても、それは、グルジアやロシアの歴史にとっては、我が連合王国の歴史において、ヘンリー七世がウェールズ人の血を引いている、というのと同じぐらい、取るに足らない話だ」と書いた。ザーザは、1804年の蜂起から逃れ、トビリシにある集落、ジジ・リロに移住した。バドゥール・マチャベリヤの元で農奴として働き、ブドウ畑を手入れしていた。ザーザはイヴァンという息子を儲け、イヴァンにはゲオルギーとヴィッサリオン、二人の息子が生まれた。1850年頃のことであった。イヴァンは50歳になる前に亡くなり、ゲオルギーは武装した強盗に殺されるまで宿屋で働いていた。
家族を亡くしたヴィッサリオンは、トビリシに移住し、アジェルハーノフの靴の製造所で働いた。ヴィッサリオンは正式な教育を受けていなかったが、読み書きができたうえに、当時のグルジア人にしては珍しく、複数の言語を操れる人物であった。母国語であるグルジア語に加えて、アルメニア語、アゼルバイジャン語、ロシア語を学んでいたようである。
1870年頃、ヴィッサリオンはゴリに招待され、そこに駐屯していたロシア兵のために靴を造って欲しい、と頼まれた。当時のゴリは、人口約7000人の小さな町であり、住民については、民族の大半がアルメニア人であり、次にグルジア人が多く、ロシア人、アブハジア人、オセチア人は少数であった。1871年、ザカフカージエ鉄道の支線が、トビリシに加えて、石油輸出の主要港であるポティにも接続されると、ゴリの町の重要性が増した。

## ゴリでの生活
ヴィッサリオンは、ゴリにあるロシア人の兵舎に近い場所で靴屋を開業した。ヴィッサリオンは、農奴の女性、イェカチェリーナ・ゲラージェと出会い、結婚した。モンテフィオーレとレイフィールドは、二人の結婚については「1872年」と書いているが、コトキンとスーニーは「長男が生まれたのは、結婚式を挙げた9か月後のことであり、二人が結婚したのは1874年の可能性が高い」と書いた。イェカチェリーナはガンバレウリ村の出身で、「ケケ」の愛称で呼ばれ、幼い頃に父を亡くしてからゴリに移住してきた。彼女は「赤褐色の髪の毛で、魅力的なそばかすのある」少女であった。
ヴィッサリオンとイェカチェリーナの間には3人の子供が生まれた。1875年2月に長男ミハイルが、1876年12月には次男ゲオルギーが生まれているが、長男は生後二ヶ月で、次男は生後半年で死亡した。1878年12月18日に生まれた三番目の息子・ヨシフが、夫婦の唯一の子供となった。ロナルド・グリゴール・スーニーによれば、長男・ミハイルの死後、ヴィッサリオンは酒を飲み始め、大量に飲酒するようになった。次男・ゲオルギーが死んだあとは飲酒量がさらに増え、結婚生活の悪化が始まったという。スティーヴン・コトキンによれば、三男・ヨシフの誕生後、妻・イェカチェリーナが「不倫している」との噂が広まるようになり、ヨシフの父親候補として、数人の男性の名前が上がり、これがヴィッサリオンの心身に強い負担をかけた、という。だが、コトキンは「ケケが浮気者であったことを示す証拠は無い」とし、「不倫相手に関する、信頼に足る情報が足りない」ことを認めており、ヨシフの父親はヴィッサリオンであろう、と書いている。
ヴィッサリオンの靴屋は、当初はかなり繁盛しており、靴造りの弟子だけでなく、10人の従業員を雇い、家族の生活水準はかなり高かった。ヴィッサリオンの弟子であった人物は、ヴィッサリオンの自宅にて、当時は高価な食べ物であったバターをよく見掛けた。しかし、コトキンは「ヴィッサリオン一家の生活は控えめであり、伝統的なグルジア料理を食べていた」と書いている。しかし、商売で得た利益の一部を「ワインで支払う」というグルジアにおける習慣により、ヴィッサリオンの酒癖の悪さは悪化し、それが商売にも家庭生活にも悪影響を及ぼすことになる。アイザック・ドイッチャー(Isaac Deutscher)は、ヴィッサリオンについて「自分の地位の向上がままならないこと、『誰からも干渉されない存在になれなかったこと』が、飲酒癖の悪化と苛立ちに繋がった」と書いた。ロバート・ジョン・サーヴィスは、「ヴィッサリオンは当時人気のあったヨーロッパ調の靴を作らず、伝統的なグルジア様式の靴を作り続け、妻の不倫の噂も、飲酒癖に影響を与えた」と書いた。ヴィッサリオンは、酒に酔うと乱暴な性格に変わり、妻と息子に対して日常的に暴力を振るい（妻は反撃したこともある）、公共の場でも喧嘩し、「いかれたヴェソ」との渾名が付けられた。飲酒量と酒癖の悪さは、ヴィッサリオンの事業を失敗へと導いた。家族はその後の10年間で、9つの異なる住所で、他人との同居暮らしを送った。

## その後

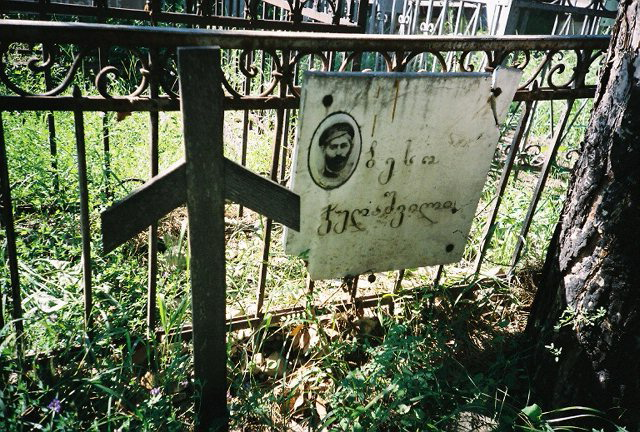
チェラーヴィにあるヴィッサリオンの墓。元々は共同墓地に埋葬されていたが、彼の墓と思われし場所が1972年に特定された。

1884年、ヴィッサリオンは家族を捨てる形でトビリシに移住した。サイモン・セバーグ・モンテフィオーレは、「ヨシフが天然痘に罹ったのち、ゴリを去った」と書いているが、スティーヴン・コトキンは、「ヴィッサリオンがゴリを去ったのはヨシフが天然痘に罹る前のことであり、天然痘は無関係だ」「ヴィッサリオンはゴリ警察の署長を殴ったことで、ゴリから出ていくよう言われた」と指摘している。ヴィッサリオンはアジェルハーノフの靴製造の仕事に再び就いた。ヴィッサリオンは妻に送金し、和解を申し出たこともあるが、すべて失敗に終わっている。ヴィッサリオンは、妻がヨシフを神学校に入学させるつもりであることを知った。息子を自分と同じ靴職人にさせたいと考えていたヴィッサリオンは、これを知ると動揺した。
1890年、ヨシフは四輪馬車に撥ねられた。ヴィッサリオンはトビリシに戻り、息子を病院に連れて行った。息子の怪我が治ると、ヴィッサリオンは息子をアジェルハーノフに連れていき、靴職人の見習いをやらせた。妻は夫の行動に断固反対し、教会との人脈を利用して息子をゴリに連れ戻し、司祭になるための勉強を続けさせた。ヨシフがトビリシを去ったことで、ヴィッサリオンは家族との接触も金銭面での支援も断ち切った。これが、ヴィッサリオンが家族と接触した最後の機会となった。
その後、ヴィッサリオンはアジェルハーノフの靴製造所を離れた模様である。一時期、彼はトビリシにあるアルメニア市場の露店で靴を作って売っていたが、その後については不明である。息子とは連絡を取っていたようで、手製の靴を息子に送ったこともある。1900年1月、ヨシフは逮捕された。「地元での税金の支払いを滞納した」というのが公式の説明であったが、ジジ・リオを去ったあとも、ヴィッサリオンはこの地域の農民として税金を納めていた。ヴィッサリオンの代わりにヨシフが逮捕された本当の理由については不明である。

## 死
1909年8月、ヴィッサリオンは結核、大腸炎、慢性肺炎を患い、トビリシにあるミハイロフスキー病院に入院したのち、亡くなった。死因は肝硬変とされた。ヴィッサリオンの葬儀には、仲間の靴職人が一人出席した。彼の遺体は、チェラーヴィにある無標の墓に埋葬された。
ヴィッサリオンの埋葬場所については、グルジア共産党のカンジート・チャルクヴィアーニ(Кандид Чарквиани)が中心となって墓の発見に努め、1972年に明らかになったが、埋葬されているのが本人なのかどうかについては確認が取れなかった。チャルクヴィアーニは以前からヴィッサリオンの顔写真を探していた。あるとき、本人が映っていると思われる写真を数枚発見し、スターリンに見せた。それらの写真に写っている人物が自分の父親であるのかどうかについては、スターリンには確認できなかった。現存する写真で、ヴィッサリオンが映っている、とされるものは一枚のみであるが、これが本当に本人の顔写真であるのかどうかについては、確認が取れていない。